# 科野国造
科野国造（しなぬのくにのみやつこ、しなぬこくぞう、しなののくにのみやつこ、しなのこくぞう）は、のちに信濃国となる地域（科野国）の全域を支配した国造である。

## 概要

### 表記
「科野国造」は『古事記』などによる表記である。『先代旧事本紀』神宮文庫本では「神野国造」と表記されている。

### 祖先
- 『古事記』（中巻）によれば、神武天皇（初代天皇）の皇子の神八井耳命が科野国造などの祖であるという。
- 『先代旧事本紀』の「国造本紀」によれば、崇神天皇（第10代天皇）の時代に神八井耳命の孫の建五百建命（たけいおたつ の みこと）が初代科野国造（または神野国造。#表記参照。）に任命されたという。

### 氏族
金刺舎人氏（かなさしのとねりうじ、姓は無し）あるいは他田舎人氏（おさたのとねりうじ、姓は無し）。神武天皇の子・神八井耳命の子孫である多氏（おおうじ）と同系であり、皇別氏族としては最古級に属する氏族。その一部は朝鮮半島で倭人系百済官僚として活動する者もいた可能性がある。金刺舎人氏はのちに宿禰の姓を賜っている。金刺舎人氏と他田舎人氏は信濃国全体に広がりを見せ、律令制移行後も小県郡や伊那郡などの郡領を務めた。

### 偽りの系図
歴史学者の田中卓が1956年（昭和31年）に提示を受けた『阿蘇氏略系図（異本阿蘇氏系図）』と、1884年（明治17年）に見つかった『神氏系図（大祝家本）』には、科野国造に関する系図も記されている。しかし、これらの資料は江戸時代末期から明治時代初期に飯田武郷と中田憲信によって作成されたものだとする伊藤麟太朗、福島正樹、寺田鎮子、鷲尾徹太、佐藤雄一らの見方があった。
間枝遼太郎は、『阿蘇氏略系図』と大祝本「神氏系図」が古代の歴史的事実を明らかにする力は持たない系図であると証明した。
大祝本「神氏系図」は、
- 建御名方神から有員（延暦年間）までの系譜を述べた文章系図部分に、延文元年（1356年）に成立した諏訪円忠作『諏訪大明神画詞』や、円忠の5世孫・諏訪貞通が延徳2年（1490年）〜永正元年（1504年）頃に編纂した前田本「神氏系図」内の文章を引用・改竄した箇所が多数存在していること
- 『諏訪大明神画詞』から引用・改竄した結果、本来の用法ではあり得ない歪な文章が誕生してしまっていること（「始祖」という語が氏族ではなく「神子[注釈 1]が有員[注釈 2]の始祖である」というように、個人同士に対して用いられている）[注釈 3]
- 神氏の祖である諏訪大明神を「天照大神御弟、健速須佐之男命六世孫、大名持命第二子、御名方富命是也」としているが、大国主命を素戔嗚尊の「6世孫」とするのは『古事記』の説であり（『日本書紀』や『先代旧事本紀』では親子関係にあるとされる）、『古事記』は本居宣長の『古事記伝』以前には人々が読む機会は著しく限られていたこと
- 「茨木国造・許々意命（こころのみこと）」という人物が科野国造に任じられ、後に放逐されたという記述があるが、これは『常陸国風土記』に見える多祁許呂命（たけころのみこと、『新撰姓氏録』では建凝命、『先代旧事本紀』では茨城国造祖建許呂命のことであり、「許々意」というような特異な表記方法は江戸時代に創作された偽書である『先代旧事本紀大成経』にのみ見えること（「心」の字をココロと読み、心と通じる漢字である「意」にもロという読み方を当てている）[注釈 4]
- 許々意命（『先代旧事本紀大成経』では建許意命、建許呂命のこと）が科野国造と関連しているという記述も『先代旧事本紀大成経』にのみ見えること[注釈 5]

から、江戸時代以降に創作された系図であることが明らかとなった。
また、『阿蘇氏略系図』は、大祝本「神氏系図」と、延川和彦著・飯田好太郎補『修補諏訪氏系図 続編』が引用する「金刺氏略系図」、さらに阿蘇氏の系図が組み合わされて成立している（間枝は「再再構成」と呼んでいる）。これらの系図が組み合わされる過程で、京都諏訪氏（諏訪円忠やその5世孫・諏訪貞通）に伝えられた、太子信仰が取り込まれた建御名方神を祖とする用明天皇2年（587年）の大祝の始祖・有員と、信濃国・諏訪大社上社の諏訪氏や神長官・守矢氏に伝えられた、大同元年（806年）の大祝の始祖・有員という2人の「有員」という矛盾が生まれた。そのため、京都諏訪氏に伝えられ、大祝本「神氏系図」に記された用明天皇2年（587年）の「有員」は「神子（熊古・熊子とも）」と名前が書き換えられた上で、両方の「有員」の伝説が並立して述べられることとなった。
加えて、大祝本「神氏系図」の文章系図前半にある国造関連の人名（健甕富命や諸日別命など）も、実際に古代から伝えられてきた系譜・人名ではなく、近世の諏訪大社下社社家が金刺氏の末裔であるというアイデンティティや系図そのものを確立するために、『先代旧事本紀』や『先代旧事本紀大成経』を参考にして近世以降に創作された。

## 本拠
国造の本拠は諸説あるが、小林敏男は、「科野」の地名が「シナ（段差）」に由来する説を取った上で、シナノという地名の発生地を埴科・更科エリアであるとし、「斯那奴阿比多」という科野国造と思しき人物が『日本書紀』継体天皇条に見えることから、本拠地は埴科・更科エリアを中心とした水内郡・小県郡を含んだ善光寺平と上田盆地であるとした。あるいは信濃国小県郡 で、現在の長野県小県郡のみであるとする説もある。『和名類聚抄』によれば小県郡には安宗郷（あそ-）という郷があったといい、現在も上田市古安曽（こあそ）に安曽神社が存在する。これらは、初代科野国造建五百建命のもとの居住地である九州の阿蘇（あそ）と同音である。ただし「蘇」は「ソ」（甲類）であることに対し、「曽」は「ソ」（乙類）であるため、上代特殊仮名遣においては別音である。また、阿蘇氏が小県郡に至る過程が全く他の地域の地名や歴史に表れておらず、小県郡以外にも、備中国、出羽国、播磨国にアソ郷が存在しており、神功皇后の弟の息長日子王が播磨国の阿宗君の祖となっていることから、無関係であると考えられる。旧安宗郷内には、科野国造が勧請したものと推察される生島足島神社（いくしまたるしまじんじゃ、北緯36度21分36.90秒 東経138度13分5.50秒 / 北緯36.3602500度 東経138.2181944度。上田市下之郷。）があり、その付近が科野国造の治所に比定されている。また埴科古墳群の所在から更埴地域を国造の本拠とする見方もある。
また、のちの信濃国埴科郡・更級郡の「しな」は、科野の「しな」と同じである。

### 支配領域
科野国造の支配領域は当時科野国と呼ばれていた地域、後の令制国の信濃国全域である。
地名の語源については、信濃国#「信濃」の名称と由来を参照。
元は「しなぬ」であったが、のちに訓が「しなの」に変わり、さらに「科野」の字が当てられた。『古事記』には、大国主神の子建御名方神が諏訪に入国する際に、「科野国の洲羽海」に至ると記される。『日本書紀』には、欽明天皇14年（553年）に百済が朝廷に遣じた使者として上部徳率科野次酒、上部奈率科野新羅 の名があり、正史における「科野」の初見は6世紀の半ばである。
神代、出雲の国譲りに反対していた大国主神の長男建御名方神が大和方の建御雷神と相撲をとって敗れ、助命されて科野国諏訪郡に住まわされたと伝わる。その地には諏訪神社が建立され、信濃国一の宮の格式を誇り武芸と開拓の神として尊崇を集めた。
古墳時代の前方後方墳は、弘法山古墳（松本市）や姫塚古墳（長野市）、瀧の峯古墳群（佐久市）など長野県内各所で発見されており、時期については概ね古墳時代前期（4世紀始めから中葉）のほぼ同時期とされている。その後前方後円墳が県内各所に築造され、特に長野市南部から千曲市北部にかけての一帯には、森将軍塚古墳や川柳将軍塚古墳、倉科将軍塚古墳など県内最大級の前方後円墳が集中している。古墳時代後期には高井郡を中心に高句麗式の積石墳が多数分布する。
弥生時代から古墳時代にかけての科野は、更級・埴科を中心とした千曲川流域であり、県内最大の前方後円墳で科野の大王の墳墓と目されている森将軍塚古墳を筆頭とした埴科古墳群が残されている現在の千曲市（旧更埴市）から川柳将軍塚古墳のある長野市南部（旧更級郡）にかけての一帯が中心（科野国造）であったとされる。系図には六世紀に麻背が科野国造に復したと見え、この任命記事は国造本拠地の移動と考えられ、前方後円墳の中心地が長野盆地（善光寺平）から飯田盆地へ移ったことと軌を一にしている。
科野国は7世紀に令制国の信濃国となった。令制国造としては延喜14年（914年）の時点で国造田を六町支給されている（『別聚符宣抄』所収 太政官符）。

## 氏神
旧諏訪郡にあり信濃国一宮の諏訪大社（すわたいしゃ、北緯35度59分53.37秒 東経138度7分10.09秒 / 北緯35.9981583度 東経138.1194694度）か。下社の大祝は科野国造の後裔金刺氏がつとめたが、諏訪氏との抗争後に滅ぼされたため同族の武居氏が明治維新までつとめていた。ただし多氏は皇別氏族であるため、本来の国造の氏神は皇祖神である生島足島神社であるともされる。

### 関連神社
- 科野大宮社（しなのおおみやしゃ、北緯36度23分40.04秒 東経138度15分28.80秒 / 北緯36.3944556度 東経138.2580000度）
長野県上田市（旧小県郡）にある神社。信濃国総社（異説あり）。初代科野国造の武五百建命によって創建されたと伝わる。
- 生島足島神社（いくしまたるしまじんじゃ）
生島神と足島神は皇室にも所縁の深い神であり、神八井耳命の後裔たる科野国造家が北信に定着したことを示しているとも考えられる[18]。また本来の国造奉斎社か。
- 祝神社（はふりじんじゃ）
長野県長野市に鎮座する神社。生島神と同神と考えられる生魂命を祀る。
- 玉依比賣命神社（たまよりひめのみことじんじゃ）
長野県長野市に鎮座する神社。神武天皇の母親である玉依比賣命を祀る。
- 須須岐水神社
長野県千曲市に鎮座する神社。境内社の祝神社に武五百建命を祀る。
- 山家神社（やまがじんじゃ）
長野県上田市に鎮座する神社。国造の祖である神八井耳命を祀る。
- 健御名方富命彦神別神社（たけみなかたとみのみことひこかみわけじんじゃ）
長野県長野市に鎮座する神社。国造の祖である神八井耳命を祀る。
- 会津比売神社（かいづひめじんじゃ）
長野県長野市松代町岩野の妻女山の麓に鎮座する神社。祭神の会津比売神は伊豆早雄命の娘（会知早雄命の娘の転化か）で、初代科野国造の武五百建命の妻とされる。
- 会地早雄神社（おうじはやおじんじゃ）
埴科郡坂城町に鎮座する神社。現在は熊野神と大穴持命を祀るが、名称から本来は会知早雄命を祀ったものか。
- 墨坂神社（すみさかじんじゃ）
長野県須坂市に鎮座する神社。生島足島神社と共に畿内と信濃国にのみ見える。論社が二社存在する。

### 墓
- 川柳将軍塚古墳
長野県長野市にある前方後円墳で、長野盆地（通称：善光寺平）の中でも最古級にあたる4世紀前期の築造とされる。発見当時は多数の銅鏡や玉類、埴輪が発見されている。
- 森将軍塚古墳（北緯36度31分52.86秒 東経138度08分14.02秒 / 北緯36.5313500度 東経138.1372278度）
長野県千曲市（旧埴科郡）にある前方後円墳で、埴科古墳群（はにしなこふんぐん）に属する。築造は長野県内の前方後円墳の中でも最古級にあたる4世紀中期とされており、初代科野国造の建五百建命の墓とする説がある[19]。
- 王子塚古墳
長野県上田市にある帆立貝式古墳で、上田市唯一の帆立貝式古墳。築造時期は5世紀中期から6世紀前半と見られる。
- 二子塚古墳
長野県上田市にある前方後円墳で、上田市唯一かつ東信最東端の前方後円墳。初代国造の武五百建命の墓と伝わり、墳丘上に武五百建命を祀る二子神社があるが、築造は森将軍塚古墳よりも遅い6世紀前半とされており、崇神天皇の御代に国造に任命されたとする記録と矛盾する。

## 人物
- 健五百武命（たけいおたけ の みこと/たけいおたつ の みこと、建五百建命、武五百建命）
『先代旧事本紀』によれば、崇神朝の初代科野国造であり、神八井耳命の4世孫とされる。

### 倭系百済官僚
科野の氏を持つ倭系百済官僚。科野国造軍として朝鮮に出兵した国造の子弟が、現地人の妻との間に残した子孫であるとされる。ただし、「物部莫奇武連」「紀臣奈率彌麻沙」のような他の倭系百済官人とは異なり、姓を有している様子が見られないので、ここでの「シナノ氏」は「科野国造の一族」という意味ではなく、氏姓制度が成立する以前に朝鮮に渡った信濃の人間が「シナノの人の〇〇」といったニュアンスで呼ばれていた（＝シナノは氏ではない）とする説も存在する。信濃の人間が外交に従事したのは、ヤマト王権内で信濃の人間が一定の役割を担っており、そのようになったのは、渡来人によって信濃に軍事行動の要である馬の文化が伝えられたからであると考えられる。
- 斯那奴阿比多（しなぬ（の）あひた）
継体天皇紀、欽明天皇紀に登場する百済の使者。小林敏男は、「科野」の地名が「シナ（段差）」に由来する説を取った上で、シナノという地名の発生地を埴科・更科エリアであるとし、斯那奴阿比多は更埴エリア出身の人物であるとした[9]。
- 斯那奴次酒（しなぬ（の）しす、科野次酒）
欽明天皇紀に登場する百済の上部德率、施德、内臣德率。
- 科野新羅（しなぬ（の）しらき）
欽明天皇紀に登場する百済の上部奈率。

## 子孫

### 科野氏[注釈 6]
- 科野友麻呂
奈良時代の豪族。百済系の帰化人で、天平宝字5年に清田造姓を賜る。
- 科野石弓
奈良時代の豪族。百済系の帰化人で、天平神護2年に従七位上で石橋連姓を賜る。
- 科野虫麻呂
天平宝字2年（758年）9月に東寺写経所から布施布を受け（このとき白丁であった）、同3年には前春宮舎人・少初位下となり、同6年2月には石山院大般若経所に召され、翌月には大舎人・少初位下となった。後に左大舎人ともなっており、天平神護元年（765年）には45歳であったという[21]。
- 信濃浜足
奈良時代の豪族。天平15年（743年）5〜9月に写疏所書生として写経に従事した[21]。

### 金刺氏
- 金刺若嶋
奈良時代の女性。女嬬。外従五位下に叙せられ、連姓を賜った。
- 金刺八麻呂
奈良時代の豪族。伊那郡大領。藤原仲麻呂の乱で活躍した。外従五位下。
- 金刺貞長
平安時代の豪族。参河介。大朝臣姓を賜った。外従五位下。
- 金刺正長
平安時代の豪族。埴科郡大領。外従五位下。

### 他田氏
- 他田国麻呂
奈良時代の豪族。筑摩郡大領。他田大島の子。
- 他田藤雄
奈良時代の豪族。小県郡権少領。外従五位下。
- 他田大島
奈良時代の豪族。防人を統べる国造丁。万葉集所収の防人歌を詠んだ。
- 他田千世売
奈良時代の女性。爵2級を賜った。
- 他田真樹
平安時代の豪族。小県郡郡司。平貞盛と平将門が信濃国分寺付近で戦った際に戦死。

## 偽系図・「異本阿蘇系図」
昭和31年（1956年）、田中卓は阿蘇氏の系図を求めて宮地の阿蘇家を訪ねた。阿蘇氏から提供されたのは「中田憲信所贈」と記された「異本阿蘇系図」というものであった。田中はこれを江戸中期以降に成立したものと考えたが、実際は明治期に中田憲信によって作成されたものであった。その系図の内容は、「武五百建命（健磐龍命）を祖として、一方は科野国造から諏訪大社の大祝家と繋がり、一方は阿蘇国造速瓶玉命を祖として阿蘇大宮司家に繋がるものであるが、その間には「評督」から「郡擬大領」と評から郡に行政区分が移ったこと、「宇治」という姓を与えられたこと、「阿蘇宮司」に任ぜられていることなど、古代律令制の中の阿蘇氏の地位や阿蘇宮司の始まり、なぜ中世に大宮司家が「宇治」を称するかなどの回答が全て盛り込まれていた。
元来、阿蘇氏の系図は、『続群書類従』に収録されていた。これは、鎌倉時代における伝説上の祖・惟人から阿蘇惟光、阿蘇惟善まで、惟善の子・阿蘇友貞の時代までに伝わっていた所伝を記録していた「阿蘇継図」に、神武天皇から惟人までの神系図を加えた系図が友貞の子・阿蘇友隆の時代までに成立し、貞享年間に丸山可澄が書写したものである。
しかし、『続群書類従』収録の阿蘇氏系図が成立するまでに、異本系図は現れない。異本系図のように詳細な系図があれば、阿蘇氏の系図が作成される際に採用されないはずがなく、中世阿蘇文書の中にも違反系図を匂わせるような記述は全く見られない。この異本系の中には「中田憲信贈」・「中田憲信編」という注記が見られることが注目されるが、それは、この異本系図が外部から提供されたものであったことを表す。
昭和58年（1983年）には、飯田瑞穂が「古いところで、国造→郡督→大領という肩書きの変遷を示す例がいくつか目にとまった」と述べ、「系図作成の専門家はいつの世にもあり、このやうな背景があったと考へることはさほど見当違ひではあるまい。鈴木真年など、国学者で、その世界に名を売った者もある。国造→郡督→大領という変遷は、それらの人々の知識・理解の反映であった可能性があろう」と暗に異本系図が偽系図であることを指摘されている。
また、平成8年（1996年）には、村崎真智子が異本阿蘇系図の信憑性を否定した。村崎は異本系の阿蘇系図の分類、系統によって、異本系に阿蘇系図の原点は明治初期の中田憲信本に始まることを明らかにして、また一部に類似する部分を持つ異本阿蘇系図と諏訪の「神氏系図」の関連所論について紹介している。この神氏系図とされるものは、明治17年（1884年）に諏訪大社上社の旧大祝家で見出されたというもので、『修補諏訪氏系図』の補記、武居幸重の「阿蘇氏系図一件」、宮地直一の『諏訪史』などから、村崎は諏訪大社宮司の飯田武郷が文案を作り、中田憲信が系図としたと結論づけざるを得ないとした。すなわち、異本阿蘇系図の中の阿蘇国造家・科野国造家の系図には後世の偽作があり、これに飯田と中田が関わっていたとする。
飯田と中田、それに中田と同じく偽系図の制作者である鈴木真年は、『和学総覧』を勘案すれば、国学者である平田銕胤の門下生として机を並べた兄弟弟子であった。彼ら国学者にとって、郡評の歴史や関係は『新編常陸国誌』など周知の知識であった。飯田、中田、鈴木は、偽作した系図を疑う者が現れることを警戒した。そのため、偽作した系図に「国造→郡督→大領という肩書きの変遷を示す例」を注記することで、系図の信憑性が高まると考えた。実際に、異本阿蘇系図を発見した田中は、慎重に系図を検討して、さらに江戸時代末期の国学者が「評」に関する知識を持っていたことをも知りながら、「全く偽作できないわけではないが、そこまで疑う必要もなかろう」と楽観的な判断を下した。
間枝遼太郎は、『阿蘇氏略系図』に記された阿蘇氏と科野国造氏が同族であるという説や、「評督」といった役職の時代的整合性は先人たちの歴史学的検討によって既に否定されたとし、その上で『阿蘇氏略系図』と大祝本「神氏系図」が古代の歴史的事実を明らかにする力は持たない系図であると証明した。
大祝本「神氏系図」は、
- 建御名方神から有員（延暦年間）までの系譜を述べた文章系図部分に、延文元年（1356年）に成立した諏訪円忠作『諏訪大明神画詞』や、円忠の5世孫・諏訪貞通が延徳2年（1490年）〜永正元年（1504年）頃に編纂した前田本「神氏系図」内の文章を引用・改竄した箇所が多数存在していること
- 『諏訪大明神画詞』から引用・改竄した結果、本来の用法ではあり得ない歪な文章が誕生してしまっていること（「始祖」という語が氏族ではなく個人に対して用いられている）
- 神氏の祖である諏訪大明神を「天照大神御弟、健速須佐之男命六世孫、大名持命第二子、御名方富命是也」としているが、大国主命を素戔嗚尊の「6世孫」とするのは『古事記』の説であり（『日本書紀』や『先代旧事本紀』では親子関係にあるとされる）、『古事記』は本居宣長の『古事記伝』以前には人々が読む機会は著しく限られていたこと
- 「茨木国造・許々意命（こころのみこと）」という人物が科野国造に任じられ、後に放逐されたという記述があるが、これは『常陸国風土記』に見える多祁許呂命（たけころのみこと、『新撰姓氏録』では建凝命、『先代旧事本紀』では茨城国造祖建許呂命のことであり、「許々意」という特異な表記方法は江戸時代に創作された偽書である『先代旧事本紀大成経』にのみ見えること
- 許々意命（建許呂命）が科野国造と関連しているという記述も『先代旧事本紀大成経』にのみ見えること

から、江戸時代以降に創作された系図であることが明らかとなった。
また、『阿蘇氏略系図』は、大祝本「神氏系図」と、延川和彦著・飯田好太郎補『修補諏訪氏系図 続編』が引用する「金刺氏略系図」、さらに阿蘇氏の系図が組み合わされて成立している（間枝は「再再構成」と呼んでいる）。これらの系図が組み合わされる過程で、京都諏訪氏（諏訪円忠やその5世孫・諏訪貞通）に伝えられた、太子信仰が取り込まれた建御名方神を祖とする用明天皇2年（587年）の大祝の始祖・有員と、信濃国・諏訪大社上社の諏訪氏や神長官・守矢氏に伝えられた、大同元年（806年）の大祝の始祖・有員という2人の「有員」という矛盾が生まれた。そのため、京都諏訪氏に伝えられ、大祝本「神氏系図」に記された用明天皇2年（587年）の「有員」は「神子（熊古・熊子とも）」と名前が書き換えられた上で、両方の「有員」の伝説が並立して述べられることとなった。
加えて、大祝本「神氏系図」の文章系図前半にある国造関連の人名（健甕富命や諸日別命など）も、実際に古代から伝えられてきた系譜・人名ではなく、近世の諏訪大社下社社家が金刺氏の末裔であるというアイデンティティや系図そのものを確立するために、『先代旧事本紀』や『先代旧事本紀大成経』を参考にして近世以降に創作された。